# John Hine (Rennfahrer)

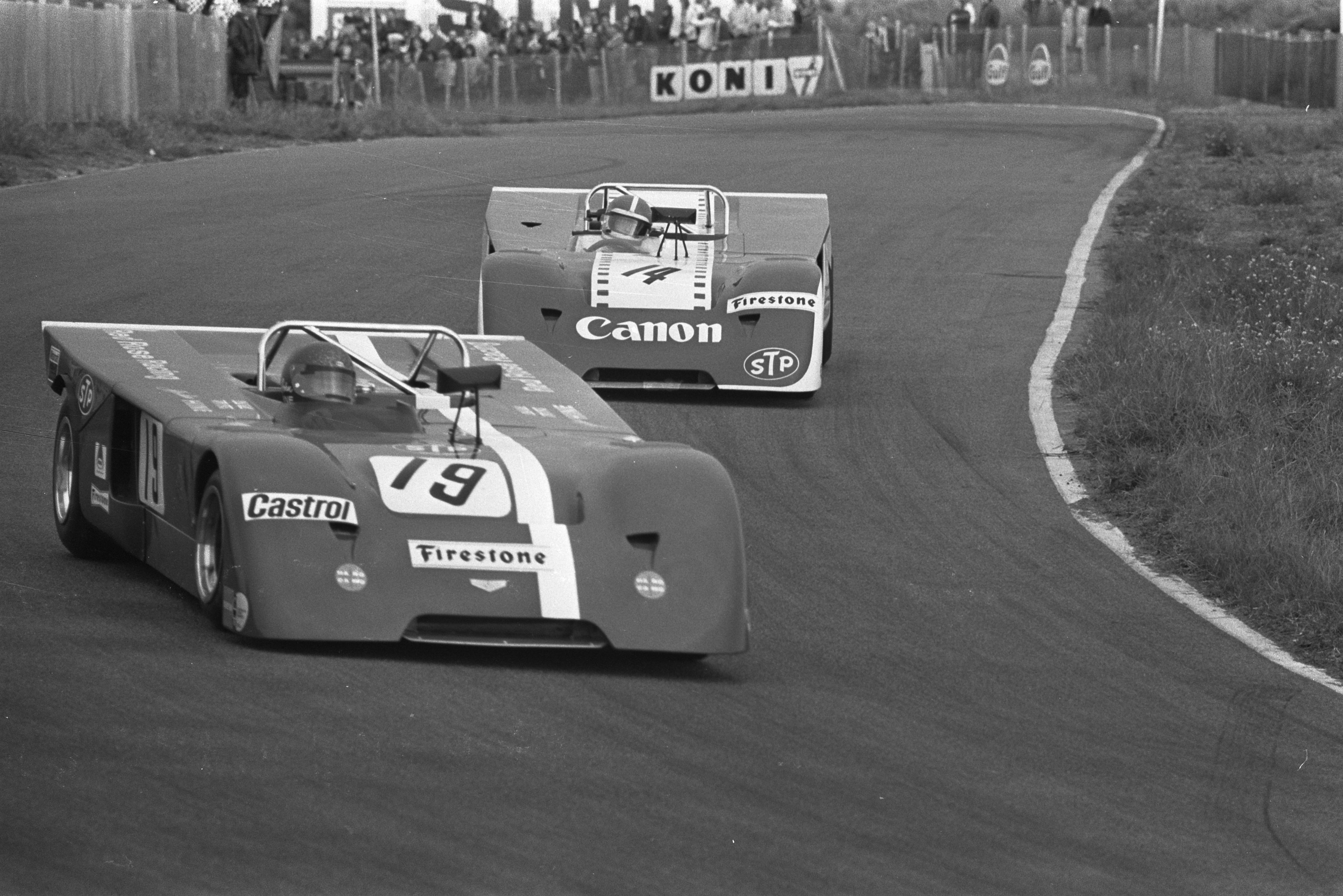
John Hine (vorne) im Chevron B19 1971 in Zandvoort

John Edwin Louin Hine (* 7. April 1933 in Wandworth; † 17. Januar 2020) war ein britischer Autorennfahrer.

## Karriere als Rennfahrer
John Hine hatte eine lange Karriere im internationalen Sportwagensport. Nach Anfängen im britischen Clubsport startete er 1962 zum ersten Mal beim 24-Stunden-Rennen von Le Mans. Als Werksfahrer bei Marcos steuerte er gemeinsam mit Richard Prior einen Marcos GT Gullwing, der nach 85 gefahrenen Runden durch einen Motorschaden ausfiel. Die Verbindung zu Marcos kam über seine unternehmerische Tätigkeit zustande. 1957 eröffnete mit seiner Ehefrau Francis Anne (* 1941) in Atherton eine Kfz-Werkstätte, in der er neben Fahrzeugen von Marcos auch gebrauchte Sportwagen verkaufte. Mit den Erlösen des Unternehmens wurden seine Renneinsätze finanziert, die oftmals von seinem eigenen kleinen Rennstall unter dem Namen Red Rose Racing abgewickelt wurden. Nach finanziellen Schwierigkeiten löste Hine das Unternehmen in den 1990er-Jahren auf.
In den 1960er-Jahren war John Hine ein viel beschäftigter Fahrer. Er fuhr in britischen GT- und Sportwagenserien und ging immer wieder in der Sportwagen-Weltmeisterschaft an den Start. In den frühen 1970er-Jahren gelangen ihm internationale Erfolge. Auf einem Chevron B19 gewann er die Dunes Trophy Zandvoort 1971 und wurde 1972 Gesamtdritter beim 1000-km-Rennen von Spa-Francorchamps. Ein weiterer dritter Endrang bei einem Weltmeisterschaftslauf gelang ihm beim 800-km-Rennen von Dijon 1975.
Sein bestes Ergebnis beim 1000-km-Rennen auf dem Nürburgring, zu dem er achtmal antrat, war 1972 zusammen mit John Bridges der fünfte Platz im Gesamtklassement und der Gewinn der Sportwagenklasse bis 2 Liter Hubraum. Gestartet war das Duo mit dem Chevron B21 von Red Rose Racing auf Platz 7.
In den letzten Jahren seines Lebens litt er unter Vaskulärer Demenz. Er starb im Januar 2020 nach kurzer schwerer Krankheit.

## Statistik

### Le-Mans-Ergebnisse
| Jahr | Team                            | Fahrzeug           | Teamkollege    | Teamkollege | Teamkollege | Platzierung | Ausfallgrund  |
| ---- | ------------------------------- | ------------------ | -------------- | ----------- | ----------- | ----------- | ------------- |
| 1962 | Marcos Cars                     | Marcos GT Gullwing | Richard Prior  |             |             | Ausfall     | Motorschaden  |
| 1970 | Paul Watson Racing Organisation | Chevron B16        | Ian Skailes    |             |             | Ausfall     | Ventildefekt  |
| 1972 | Maranello Concessionaires       | Ferrari 365 GTB/4  | Peter Westbury |             |             | Ausfall     | Kolbenschaden |
| 1977 | Chandler Ibec International     | Chevron B31        | Tony Charnell  | Robin Smith | Ian Bracey  | Ausfall     | Benzinpumpe   |

### Einzelergebnisse in der Sportwagen-Weltmeisterschaft
| Saison | Team                                   | Rennwagen                                 | 1   | 2   | 3   | 4   | 5   | 6   | 7   | 8   | 9   | 10  | 11  | 12  | 13  | 14  | 15  |
| ------ | -------------------------------------- | ----------------------------------------- | --- | --- | --- | --- | --- | --- | --- | --- | --- | --- | --- | --- | --- | --- | --- |
| 1962   | Marcos Cars                            | Marcos GT Gullwing                        | DAY | SEB | SEB | MAI | TAR | BER | NÜR | LEM | TAV | CCA | RTT | NÜR | BRI | BRI | PAR |
| 1962   | Marcos Cars                            | Marcos GT Gullwing                        |     |     |     |     | DNF |     |     |     |     |     |     |     |     |     |     |
| 1966   | Chris Barber                           | Lotus Elan                                | DAY | SEB | MON | TAR | SPA | NÜR | LEM | MUG | CCE | HOK | SIM | NÜR | ZEL |     |     |
| 1966   | Chris Barber                           | Lotus Elan                                |     |     | DNF |     |     |     |     |     |     |     |     |     |     |     |     |
| 1967   | Chris Barber                           | Lotus 47 Lotus Elan                       | DAY | SEB | MON | SPA | TAR | NÜR | LEM | HOK | MUG | BRH | CCE | ZEL | OVI | NÜR |     |
| 1967   | Chris Barber                           | Lotus 47 Lotus Elan                       |     |     |     |     |     | DNF |     |     |     | DNF |     | DNF |     | DNF |     |
| 1968   | Medco Racing Chris Barber              | Porsche 906 Lotus 47                      | DAY | SEB | BRH | MON | TAR | NÜR | SPA | WAT | ZEL | LEM |     |     |     |     |     |
| 1968   | Medco Racing Chris Barber              | Porsche 906 Lotus 47                      |     |     | DNF |     |     | DNF | DNF | DNF |     |     |     |     |     |     |     |
| 1969   | Chevron Cars                           | Chevron B8                                | DAY | SEB | BRH | MON | TAR | SPA | NÜR | LEM | WAT | ZEL |     |     |     |     |     |
| 1969   | Chevron Cars                           | Chevron B8                                |     |     | 7   |     |     |     | DNF |     |     |     |     |     |     |     |     |
| 1970   | Chevron Cars                           | Chevron B16                               | DAY | SEB | BRH | MON | TAR | SPA | NÜR | LEM | WAT | ZEL |     |     |     |     |     |
| 1970   | Chevron Cars                           | Chevron B16                               |     |     | DNF |     |     |     |     | DNF |     |     |     |     |     |     |     |
| 1972   | Chevron Cars Red Rose Racing Maranello | Chevron B19 Chevron B21 Ferrari 365 GTB/4 | BUA | DAY | SEB | BRH | MON | SPA | TAR | NÜR | LEM | ZEL | WAT |     |     |     |     |
| 1972   | Chevron Cars Red Rose Racing Maranello | Chevron B19 Chevron B21 Ferrari 365 GTB/4 | 7   |     |     |     |     | 3   |     | 5   | DNF |     |     |     |     |     |     |
| 1973   | Ember Racing                           | Chevron B19/21 Chevron B23                | DAY | VAL | DIJ | MON | SPA | TAR | NÜR | LEM | ZEL | WAT |     |     |     |     |     |
| 1973   | Ember Racing                           | Chevron B19/21 Chevron B23                |     | DNF |     |     | 15  |     | DNF |     |     |     |     |     |     |     |     |
| 1974   | Pete Smith KVG Racing                  | Chevron B23 Chevron B26                   | MON | SPA | NÜR | IMO | LEM | ZEL | WAT | LEC | BRH | KYA |     |     |     |     |     |
| 1974   | Pete Smith KVG Racing                  | Chevron B23 Chevron B26                   |     | DNF | 8   |     |     | DNF |     |     | DNF | 9   | DNF |     |     |     |     |
| 1975   | KVG Racing                             | Chevron B31                               | DAY | MUG | DIJ | MON | SPA | PER | NÜR | ZEL | WAT |     |     |     |     |     |     |
| 1975   | KVG Racing                             | Chevron B31                               |     | 5   | 3   |     | 14  | 9   | 26  | DNF |     |     |     |     |     |     |     |